# کیوروک
کیوروک (انگلیسی: CureVac) شرکت داروسازی آلمانی است، که در سال ۲۰۰۰ توسط اینگمار هوئر، گانتر ژانگ و هانس-یورگ رامنسی تأسیس شد.